# Тетеринка
Тетеринка — деревня  Измалковского района Липецкой области России.
Входит в состав Домовинского сельсовета.

## География
Тетеринка расположена севернее села Мягкое, на востоке граничит с селом Домовины.
По территории деревни протекает ручей, запруженный у улицы Заповоротная.
Имеются проселочные дороги и одна улица — Заповоротная.

## Население
| 2010 |
| ---- |
| 22   |